# رئیس‌جمهور زامبیا
رئیس‌جمهور زامبیا (انگلیسی: President of Zambia) رئیس کشور و دولت زامبیا است. این منصب برای اولین بار پس از استقلال در سال ۱۹۶۴ توسط کنت کائوندا به‌عهده گرفته شد. از سال ۱۹۹۱، زمانیکه کائوندا، ریاست‌جمهوری را ترک کرد، این منصب توسط هفت نفر دیگر اداره شده است: فردریک چیلوبا، لوی مووانواسا، روپیا باندا، مایکل ساتا، ادگار لونگو و رئیس‌جمهور فعلی هاکاینده هیچیلما است که در انتخابات ریاست جمهوری ۲۰۲۱ پیروز شد.

## فهرست رئیس‌جمهورها
| No. | Picture | Name (Birth–Death)        | Elected                              | Term of office  | Term of office   | Term of office | Political party |
| No. | Picture | Name (Birth–Death)        | Elected                              | Took office     | Left office      | Time in office | Political party |
| --- | ------- | ------------------------- | ------------------------------------ | --------------- | ---------------- | -------------- | --------------- |
| ۱   |         | کنت کائوندا (1924–2021)   | ۱۹۶۸ 1973[§] 1978[§] 1983[§] 1988[§] | ۲۴ اکتبر ۱۹۶۴   | ۲ نوامبر ۱۹۹۱    | ۲۷ سال، ۹ روز  | UNIP            |
| ۲   |         | فردریک چیلوبا (1943–2011) | ۱۹۹۱ ۱۹۹۶                            | ۲ نوامبر ۱۹۹۱   | ۲ ژانویه ۲۰۰۲    | ۱۰ سال، ۶۱ روز | MMD             |
| ۳   |         | لوی موناوازا (1948–2008)  | ۲۰۰۱ ۲۰۰۶                            | ۲ ژانویه ۲۰۰۲   | ۱۹ اوت ۲۰۰۸[†]   | ۶ سال، ۲۳۰ روز | MMD             |
| ۴   |         | روپیا باندا (1937–2022)   | ۲۰۰۸                                 | ۱۹ اوت ۲۰۰۸     | ۲۳ سپتامبر ۲۰۱۱  | ۳ سال، ۳۵ روز  | MMD             |
| ۵   |         | مایکل ساتا (1937–2014)    | ۲۰۱۱                                 | ۲۳ سپتامبر ۲۰۱۱ | ۲۸ اکتبر ۲۰۱۴[†] | ۳ سال، ۳۵ روز  | PF              |
| –   |         | گای اسکات (1944–)         | —                                    | ۲۸ اکتبر ۲۰۱۴   | ۲۵ ژانویه ۲۰۱۵   | ۸۹ روز         | PF              |
| ۶   |         | ادگار لونگو (1956–)       | ۲۰۱۵ ۲۰۱۶                            | ۲۵ ژانویه ۲۰۱۵  | متصدی            | ۱۰ سال، ۴۷ روز | PF              |

یک رئیس‌جمهور پیشین تا تاریخ آوریل ۲۰۲۲ در قید حیات است:
| نام       | دوره دفتر | تاریخ تولد           |
| --------- | --------- | -------------------- |
| گای اسکات | ۲۰۱۴–۲۰۱۵ | ۱ ژوئن ۱۹۴۴ ‏(۸۰ سال) |